# Palácio Presidencial (Lituânia)

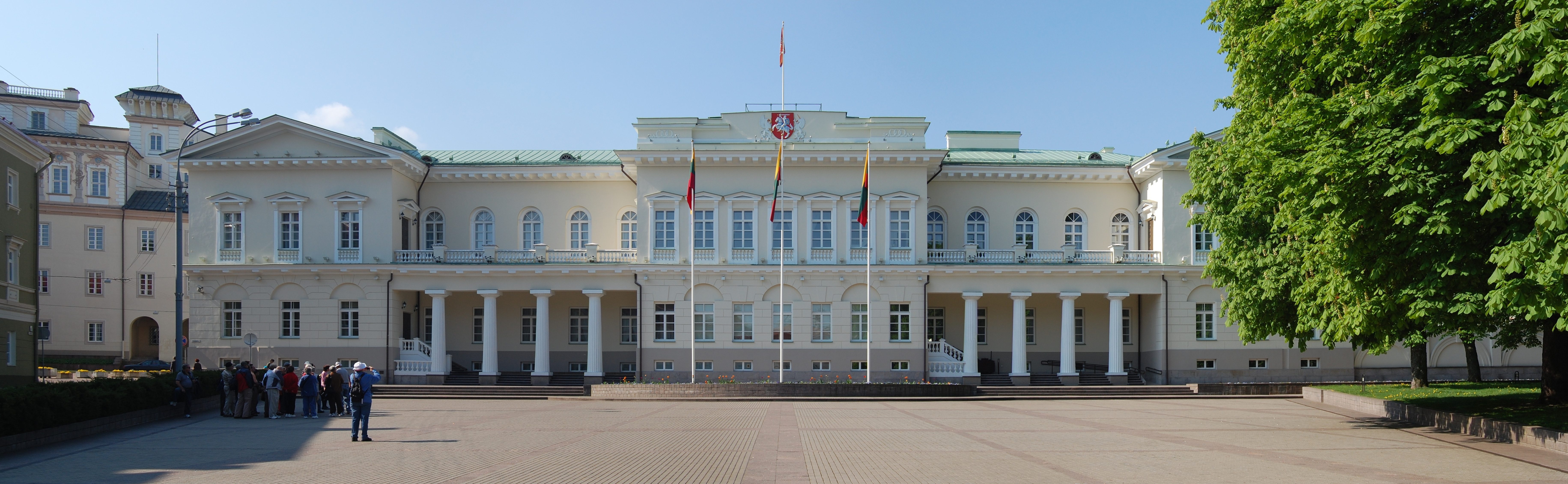
Fachada do palácio.

O Palácio Presidencial (em lituano:  Prezidentūra) no Centro Histórico de Vilnius é a residência oficial do Presidente da Lituânia. A história do palácio data do século XIV e durante sua história passou por várias reconstruções, supervisionada por proeminentes arquitetos como Laurynas Gucevičius, Vasily Stasov. Em 1997, o palácio se tornou o local oficial do Presidente da Lituânia. 